# Coahuila
Coahuila, formálně Coahuila de Zaragoza, oficiálně Estado Libre y Soberano de Coahuila de Zaragoza (do češtiny volně přeloženo jako Svobodný a suverénní stát Coahuila de Zaragoza) je jeden ze 31 států, které spolu s jedním federálním distriktem tvoří federativní republiku Mexiko. Nachází se na severovýchodě Mexika. Na východě od něho leží mexický stát Nuevo León, na jihu Zacatecas a San Luis Potosí, na západě Durango a Chihuahua a na severu americký stát Texas a řeka Rio Grande. Má rozlohu 151 595 km², což ho činí třetím největším mexickým státem. Podle sčítání lidu z roku 2020 tam žije 3 146 711 obyvatel.
Hlavní město Coahuily je Saltillo a největší je Torreón. Mezi další významná města patří Monclova, Piedras Negras a Ciudad Acuña.

## Paleontologie
Na území státu Coahuila se nacházejí sedimentární výchozy souvrství Cerro del Pueblo, ve kterých byly objeveny zkameněliny mnoha druhohorních dinosaurů, žijících na tomto území v době před asi 72 miliony let (pozdní křída). Mezi tyto dinosaury patří například rody Coahuilaceratops nebo Tlatolophus.